# Sol 3
Sol 3 is een sciencefictionverhaal van de Vlamink Paul van Herck. Het was het dertiende verhaal in de verhalenbundel Ganymedes 4, uitgegeven door A.W. Bruna Uitgevers. Die verhalenbundel kwam tot stand door het inzenden van lezers en andere liefhebbers van het genre, die weleens een eigen verhaal op papier wilden zetten. Van Hercks eerste roman dateert uit 1965; hij was ten tijde van dit verhaal dus al actief in de schrijverswereld. Het verhaal vertoont enige gelijkenis met zijn verhaal Mijn vriend DX5, dat gaat over de mogelijkheden van het ontstaan van de mensheid. Sol 3 is van Hercks humoristische interpretatie van het ontstaan van de Aarde en het scheppingsverhaal.

## Het verhaal
Een man krijgt in een erfenis vanwege het overlijden van zijn drie vaders een enorme hoeveelheid geld. In plaats van te sparen of te beleggen wordt hem door een verkoopbureau aangepraat een planeet te kopen. Een koopje is wat dat betreft een planetenstelsel met ongeveer tien planeten, waarvan de ster nog ontstoken moet worden. Er zijn enige mogelijkheden tot exploitatie van de derde planeet. In het contract staat echter dat:
- er planten moeten groeien
- er dieren moeten leven
- er een evenbeeld van hem op de planeet moet wonen.

De man kan zich door tijdgebrek niet met alles bemoeien, maar na zes lange werkdagen kijkt hij in tevredenheid om. Echter dan pas beginnen de echte problemen. Planten en dieren ontwikkelen zich naar verwachting, maar met de evenbeeldschepping wil het maar niet lukken. De man probeert van alles om ze in het gareel te krijgen, maar dat lukt niet. Vervolgens stuurt hij een zondvloed, plagen en oorlogen op de wezens af, maar het is al te laat. Ze hebben de zaak overgenomen. Wat het ergste is: ze dreigen hem nu ook een bezoekje te brengen in de ruimte.